# Bruno Pagueras
Bruno Pagueras Portavella, también como Paqueras, (Barcelona, enero de 1753-Seo de Urgel, 27 de septiembre de 1836) fue un compositor y maestro de capilla español.

## Vida
Nació en Barcelona, hijo de Lorenzo Pagueras y Catarina Portavella, en enero de 1753, y era hermano menor de Cayetano Pagueras Portavella (1751-siglo XIX), músico en La Habana. Se desconoce dónde se formaron musicalmente los hermanos. Bruno debió formarse entre 1760 y 1770 en alguna de las capillas de música de Barcelona, como eran la de la Catedral, la de Santa María del Mar, la del Palacio Real Menor, además de las de Santa María del Pino y la iglesia de los Santos Justo y Pastor. Es más probable que fuera en Santa María del Mar, con el maestro Pedro Antonio Monlleó, ya que correspondía con la parroquia en la que vivían sus padres.
Inició su carrera musical tocando el órgano en diversos conventos de la provincia de Barcelona, entre los que se encontraban el Monasterio de Santa María de Valldonzella, que hoy forma parte de la ciudad de Barcelona, y posteriormente en la parroquia de Vilanova de Cuberes, actualmente Villanueva y Geltrú. En 1770 todavía era licenciado, con muestran sus cuadernos de ejercicios que se han conservado. En 1780 se presentó sin éxito a las oposiciones para el magisterio de la Real Capilla de Nuestra Señora de la Victoria, en el Palacio Real Menor de Barcelona, quedando segundo.
Para la Semana Santa de 1781 Pagueras llegaba a la Catedral de Seo de Urgel para ocupar el magisterio de la capilla de música. Se desconoce si consiguió el cargo por oposición o por recomendación.

Muy Sr mio: oy dia de la fecha ha nombrado nuestro cabil
do para Maestro de Capilla de esta Cathedral de Urgel a vm. con-
cediendole el salario que a su antecesor Dn Jayme Balius, y con
los mismos cargos de enseñar los mismos infantes de coro, y tañer
el organo en ausencias y enfermedades del organista; y en aten-
cion a que la semana sta no está muy lejos; y que para entonces es nece-
saria la Asistencia del Maestro de Capilla en nuestra Iga Cathe-
dral, esperamos que estará vm. estas fechas de la semana de Pasi
on lo mas largo y quedando a su disposicon de vm rogamos a Dios
le gde md De esta Nuestra Sala capitular de Urgel a 10 de marzo
de 1781 [...]
Llibre de correspondència de 1772 a 1785

Tras la llegada de Pagueras a la Seo de Urgel la capilla de música aumentó el número de instrumentos y músicos, que en 1786 contaba con 18 músicos y dos coros de 16 cantores, de los seis eran infantes. Entre los instrumentos se contaban violines, oboes, flautas, bajones, fagotes, manicordio, psalterio, guitarra y órganos (el mayor en la iglesia y uno menor portátil). Inicialmente el organista primero era Eudalt Claret, pero en 1801 entró Antonio Coderch en el cargo.
Fueron discípulos suyos Francisco Andreví y Ramón Carnicer.
Durante su magisterio den Seo de Urgel se presentó a las oposiciones para los magisterios de Jaén, en 1787, y Gerona, en 1791 y 1793, aunque sin éxito.

## Obra
Se conservan más de doscientas composiciones de Pagueras, en su mayoría en la Catedral de la Seo de Urgel, pero también en los archivos catedralicios de Gerona, Córdoba y Tarragona, y en parroquias como las de San Juan de las Abadesas, Santa María del Pino o San Pedro y San Pablo de Canet de Mar, además de en al archivo comarcal de la Segarra, en Cervera, y en la Biblioteca de Cataluña.